# Група 5 періодичної системи елементів
| H  |    |    |    |    |    |    |    |    |    |    |    |     |     |     |     |     | He  |  |
| Li | Be |    |    |    |    |    |    |    |    |    |    | B   | C   | N   | O   | F   | Ne  |  |
| Na | Mg |    |    |    |    |    |    |    |    |    |    | Al  | Si  | P   | S   | Cl  | Ar  |  |
| K  | Ca | Sc | Ti | V  | Cr | Mn | Fe | Co | Ni | Cu | Zn | Ga  | Ge  | As  | Se  | Br  | Kr  |  |
| Rb | Sr | Y  | Zr | Nb | Mo | Tc | Ru | Rh | Pd | Ag | Cd | In  | Sn  | Sb  | Te  | I   | Xe  |  |
| Cs | Ba | *  | Hf | Ta | W  | Re | Os | Ir | Pt | Au | Hg | Tl  | Pb  | Bi  | Po  | At  | Rn  |  |
| Fr | Ra | ** | Rf | Db | Sg | Bh | Hs | Mt | Ds | Rg | Cn | Uut | Uuq | Uup | Uuh | Uus | Uuo |  |
| -- | -- | -- | -- | -- | -- | -- | -- | -- | -- | -- | -- | --- | --- | --- | --- | --- | --- |  |
|    |    |    |    |    |    |    |    |    |    |    |    |     |     |     |     |     |     |  |
|    |    | *  | La | Ce | Pr | Nd | Pm | Sm | Eu | Gd | Tb | Dy  | Ho  | Er  | Tm  | Yb  | Lu  |  |
|    |    | ** | Ac | Th | Pa | U  | Np | Pu | Am | Cm | Bk | Cf  | Es  | Fm  | Md  | No  | Lr  |  |

| Група 5 в періодичній таблиці |

Група 5 періодичної системи елементів — група таблиці елементів, до якої належать Ванадій, Ніобій, Тантал та Дубній. За старою класифікацією, що використовує коротку форму періодичної таблиці, групу 5 називали підгрупою ванадію (побічною підгрупою п'ятої групи). Всі елементи групи є перехідними металами.
Перші три елементи групи зустрічаються в природі й мають схожі властивості: це тугоплавкі рідкісні метали. Дубній у природі не зустрічається. Він був синтезований у лабораторіях і не має стійких ізотопів.

## Хімічні властивості
Більшість елементів групи мають 2 s-електрони і 3 d-електрони на зовнішніх оболонках. Винятком є Ніобій, у якого 1 s-електрон і 4 d-електрони. Хімічні властивості елементів групи визначаються цими 5 електронами. Структура електронних оболонок елементів групи підсумована в таблиці.
| Z   | Елемент | Кількість електронів на оболонці |
| --- | ------- | -------------------------------- |
| 23  | Ванадій | 2, 8, 11, 2                      |
| 41  | Ніобій  | 2, 8, 18, 12, 1                  |
| 73  | Тантал  | 2, 8, 18, 32, 11, 2              |
| 105 | Дубній  | 2, 8, 18, 32, 32, 11, 2          |

Усі вивчені елементи групи є металами, що утворюють прості речовини з високою температурою плавлення і високою хімічною активністю, яка, втім, блокована утворенням окисної плівки на поверхні. Існує декілька оксидів ванадію та ніобію (включаючи нестехіометричні), і тільки один оксид танталу. Незвичною властивістю оксидів елементів групи 5 є висока електропровідність. В неорганічних сполуках елементи групи мають здебільшого ступінь окиснення +5, хоча існують менш стабільні сполуки з меншими ступенями окиснення.

## Виноски
1. ↑  Holleman, Arnold F.; Wiberg, Egon; Wiberg, Nils; (1985). Lehrbuch der Anorganischen Chemie (German)  (вид. 91-100). Walter de Gruyter. ISBN 3-11-007511-3.{{cite book}}:  Обслуговування CS1: Сторінки з посиланнями на джерела із зайвою пунктуацією (посилання)